# Cipriano de Constantinopla
Cipriano de Constantinopla (em grego: Κυπριανὸς Α´) foi patriarca ecumênico de Constantinopla entre 1707 e 1709 e novamente entre 1713 e 1714.

## História
Nada se sabe sobre a origem de Cipriano, exceto que ele era bispo metropolitano de Kayseri. Em 25 de outubro de 1707, ele foi eleito patriarca no lugar de Neófito V.
Durante seu patriarcado, Cipriano deu ênfase em garantir que os clérigos vivessem uma vida austera. Neste sentido, ainda está vigente uma circular sua proibindo o uso de roupas brilhantes para os membros da igreja. Apesar disto, Cipriano fez inimigos, o que acabou levando à sua deposição em maio de 1709 e ao seu exílio para o Mosteiro de Vatopedi, em Monte Atos.
Em novembro de 1713, quando Cirilo IV se recusou a aumentar o imposto pago à Sublime Porta e renunciou, Cipriano foi re-eleito. Mas ele tampouco foi capaz de pagar o imposto de 25 000 kuruş e renunciou novamente em 28 de fevereiro de 1714. Durante seu último mandato, intermediou um conflito entre seu sucessor, Cosme III, e o patriarca Samuel de Alexandria depois de uma eleição irregular do primeiro para a sé de Alexandria pelo Santo Sínodo ao restaurar Samuel no trono patriarcal. Cosme acabaria assumindo o posto depois da morte de Samuel, em 1723.